# Indiscretion (Star Trek: Deep Space Nine)
"Indiscretion" és el cinquè episodi de la quarta temporada de la sèrie de televisió de ciència-ficció estatunidenca Star Trek: Deep Space Nine, el 77è de tota la sèrie. Originalment es van emetre en redifusió a partir del 23 d’octubre de 1995. La història va ser escrita per Nicholas J. Corea a partir d'una història de Toni Marberry i Jack Tevino i dirigit per LeVar Burton, i la banda sonora va ser creada per Dennis McCarthy.
Ambientada al segle XXIV, la sèrie segueix les aventures a Espai Profund 9, una estació espacial situada prop d'un forat de cuc estable entre els Quadrants Alfa i Gamma de la Via Làctia, prop del planeta Bajor, mentre els bajorans es recuperen d'una brutal ocupació de dècades pels imperialistes cardassians. El Quadrant Gamma acull un imperi hostil conegut com el Domini, governat pels Fundadors que canvien de forma. En aquest episodi, la major Kira Nerys, una bajorana, va en una missió amb Gul Dukat, l'exsupervisor cardassià de Bajor, per buscar supervivents d'una nau destruïda.
Aquest episodi amplia les històries de Dukat, l'ocupació cardassiana de Bajor i la cèl·lula de resistència amb la qual Kira va estar involucrada durant l'ocupació. Aquest episodi també presenta el personatge Tora Ziyal, la filla mig bajorana de Dukat, i marca la primera aparició de la raça alienígena coneguda com els Breen.

## Argument
Un contrabandista bajorà li diu a la major Kira que ha recuperat un tros de metall que podria ser del Ravinok, una nau cardassiana que va desaparèixer sis anys abans amb un grup de presoners bajorans a bord, inclòs un amic de la Kira. Ella fa plans per investigar, però el govern cardassià insisteix a enviar Gul Dukat per acompanyar-la. Els dos viatgen a un planeta desèrtic a prop d'on es va trobar el fragment i troben les restes del Ravinok.
Kira i Dukat descobreixen dotze tombes a prop de les restes, però com que hi havia diverses persones més a la nau, conclouen que alguns supervivents encara poden ser vius. Primer, però, Dukat obre les tombes per identificar els cossos i s'entristeix quan troba les restes d'una dona bajorana que va ser la seva amant. Aviat marxen a peu, escanejant el planeta a la recerca de supervivents. Mentre munten el campament, Dukat revela que ell i la seva amant tenien una filla, Tora Ziyal, que podria ser una de les supervivents. Malauradament, si la troba viva, planeja matar-la per evitar un escàndol que posaria en perill la seva família i carrera cardassianes. Kira li diu a Dukat que no li permetrà matar Ziyal.
Kira i Dukat descobreixen una operació minera de presoners bajorans i cardassians, supervisada pel Breen. Dukat veu la seva filla meitat cardassiana i meitat bajorana entre els presoners. Disfressats de Breen, Kira i Dukat s'infiltren a la mina, superen els guàrdies i alliberen els presoners. Kira s'entristeix en saber que el seu amic va morir dos anys abans, però Dukat només està interessat a trobar la seva filla. Quan la troba, reconeix a l'instant el seu pare i s'emociona de veure'l, tot i que li està apuntant amb un rifle faser. Kira arriba i intenta aturar-lo. Ziyal s'adona del que està passant i li diu al seu pare que preferiria morir si no podia anar amb ell. Ella l'abraça afectuosament, i Dukat, commocionat per l'emoció, decideix endur-se en Ziyal a casa, encara que li costi tot el que té.
Mentrestant, en una trama secundària de Espai Profund 9, el capità Benjamin Sisko s'assabenta que a la seva xicota, Kasidy Yates, li han ofert una feina a Bajor i està considerant traslladar-se a l'estació. En lloc de felicitar-la, Sisko només pot expressar la seva ansietat per l'escalada de la seva relació; però els amics de Sisko i el seu fill Jake el convencen que li demani disculpes.

## Actors convidats
- Marc Alaimo - Gul Dukat
- Penny Johnson - Kasidy Yates
- Roy Brocksmith - Razka
- Cyia Batten - Ziyal

## Producció
La història de com Dukat i Kira localitzen la filla mig bajorana de Dukat va ser proposada per dos escriptors independents, i va ser molt atractiva per als productors de la sèrie. Es deia que recordava la pel·lícula western de 1956 Centaures del desert. Al director LeVar Burton també li va agradar la història, per com els dos adversaris van haver de reexaminar-se al llarg de l'episodi.
Aquest va ser el primer episodi de Star Trek: Deep Space Nine dirigit per LeVar Burton, que anteriorment havia dirigit alguns episodis de Star Trek: La nova generació i formava part del repartiment principal com el personatge Geordi.
L'escena a l'aire lliure es va filmar a Soledad Canyon al sud Califòrnia.

## Recepció
El 2018, SyFy va recomanar aquest episodi per la seva guia abreujada de visionat del personatge bajorà Kira Nerys. Van qualificar-lo de "delícia" veure les actuacions enèrgiques de Visitor i Alaimo (interpretant Kira i Dukat, respectivament).
Escrivint per a Tor.com el 2014, Keith DeCandido va donar a l'episodi una crítica favorable amb una puntuació de 8 sobre 10. Va elogiar les actuacions de Visitor, Alaimo i Brooks, i va elogiar l'episodi per crear un retrat més humanitzat de Dukat sense fer-lo semblar comprensiu amb Kira o l'espectador.
El 2020, io9 va llistar aquest episodi com un dels episodis "imprescindibles" de la sèrie.

## Llançaments
El 5 d'agost de 1998, "Indiscretion" es va publicar en format LaserDisc al Japó, com a part del conjunt de la 4a temporada (vol. 1).